# Яроватская Виска
Яроватская Виска — река в России, протекает по территории Заполярного района Ненецкого АО.

## География и гидрология
Яроватская Виска правобережный приток реки Блудной, её устье находится в 8 километрах от устья реки Блудной. Длина составляет 26 километров.
Яроватская Виска имеет безымянный приток и протекает через озёра Сиговое и Яроватка.

## Данные водного реестра
По данным государственного водного реестра России относится к Двинско-Печорскому бассейновому округу, водохозяйственный участок реки — Печора от водомерного поста Усть-Цильма до устья, речной подбассейн реки — бассейны притоков Печоры ниже впадения Усы. Речной бассейн реки — Печора.
Код объекта в государственном водном реестре — 03050300212103000079158.